# رابرت سولو
رابرت سولو (به انگلیسی: Robert Solow) (زاده ۲۳ اوت ۱۹۲۴ – درگذشته ۲۱ دسامبر ۲۰۲۳) اقتصاددان اهل ایالات متحده آمریکا بود که در سال ۱۹۸۷ موفق به دریافت جایزه نوبل در اقتصاد شد. او به خاطر فعالیت‌های ارزشمند خود در اقتصاد رشد این جایزه را به دست آورد.

## تولد و تحصیل
رابرت سولو در ۲۳ اوت ۱۹۲۴ در بروکلین، نیویورک در خانوده‌ای یهودی‌تبار زاده شد. در سال ۱۹۴۰ در سن ۱۶ سالگی با بورس تحصیلی که به دست آورده بود وارد دانشگاه هاروارد شد و در آنجا در جامعه‌شناسی و انسان‌شناسی و همچنین اقتصاد به مطالعه پرداخت.
او مدارک کارشناسی، کارشناسی‌ارشد و دکتری خود را از دانشگاه هاروارد و به ترتیب در سال‌های ۱۹۴۷، ۱۹۴۹ و ۱۹۵۱ به دست آورد.
رابرت سولو در ۲۱ دسامبر ۲۰۲۳، در سن ۹۹ سالگی در خانه خود در لکسینگتون، ماساچوست درگذشت.

## عملکرد آکادمیک
سولو بین سال‌های ۱۹۵۰ تا ۱۹۵۴ به عنوان دانشیار آمار در دانشگاه ام‌آی‌تی حضور داشت. او از سال ۱۹۵۴ تا ۱۹۹۵ با عناوین مختلف شامل استادیار اقتصاد، استاد اقتصاد و استاد نهادی اقتصاد در دانشگاه مذکور فعالیت کرد و از ۱۹۹۵ به بعد تحت عنوان استاد در همان دانشگاه حضور یافت.

## آثار علمی
از جمله شاخص‌‌ترین کتاب‌های سولو عبارت هستند از:
- برنامه‌ریزی خطی و تحلیل اقتصادی (۱۹۵۸)

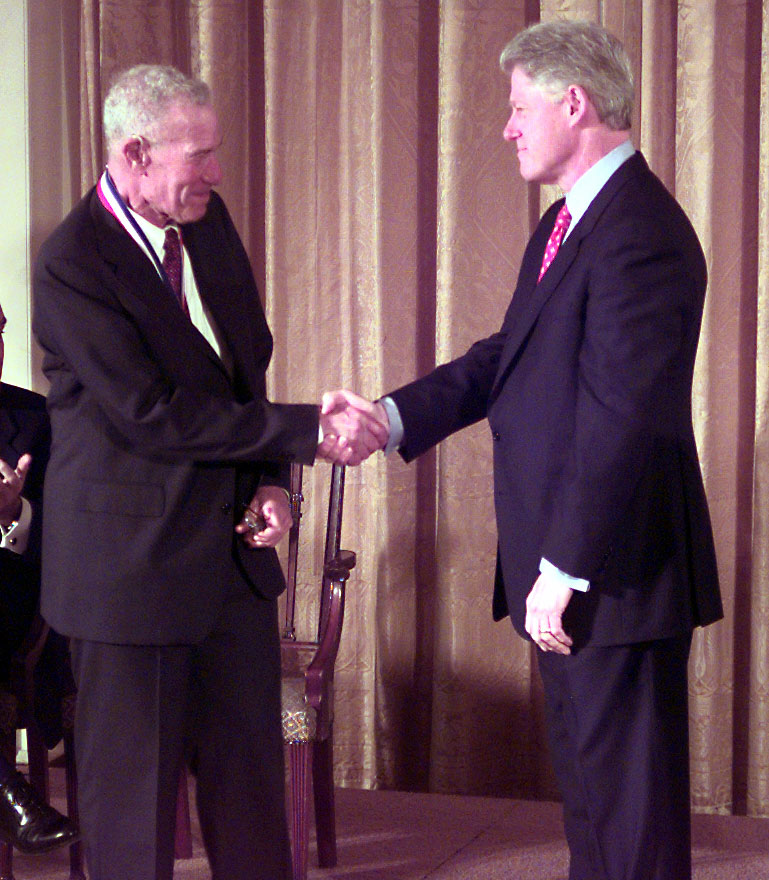
بیل کلینتون در سال ۱۹۹۹ نشان ملی علوم را به سولو اعطا کرد.

- تئوری سرمایه و نرخ بازده (۱۹۶۳)
- تورم بیکاری و سیاست مالی (۱۹۹۸)
- تئوری رشد: یک عرضه (۲۰۰۰)